# یوردچوپان
یوردچوپان، روستایی از توابع بخش مرکزی شهرستان چناران در استان خراسان رضوی ایران است.
یورد به معنای ییلاق می باشد

## جمعیت
این روستا در دهستان چناران قرار دارد و براساس سرشماری مرکز آمار ایران در سال ۱۳۸۵، جمعیت آن ۳۲۲ نفر (۷۴خانوار) بوده‌است.